# 錯覚
錯覚（、英: illusion）は刺激がその客観的性質と異なるかたちで認識された知覚である。

## 概要
錯覚は刺激の解釈に錯誤が起きている知覚である。感覚器が正常にもかかわらず対象物に対して誤った感覚や認識を得ており、存在しない対象物を存在すると見なしてしまう幻覚とは区別される。
一般に、錯覚は知覚の誤りと考えられていて、感覚・知覚・認識過程のどこかの部分がミスしたことで生じる、と認識されている。しかし、心理学でいう錯覚とは、間違いや誤りの類いでは無い。注意深く観察しても、予備知識があっても生じてしまう、人間の感覚・知覚特性によって作り出される現象を指す。

## 錯覚の種類
錯覚はその原因により大きく4つに分けることができる。
不注意性錯覚
対象物への注意が不十分のために起こる錯覚。見間違い、聞き違い、人違いなど、われわれが日常経験する多くの間違いを含んでいる。
感動錯覚
暗くて怖い場所を歩いていると、物の影が人影に見えたり、何でもない物音を人の気配に感じることがある。恐怖や期待などの心理状態が知覚に影響を与えるものである。
パレイドリア
雲の形が顔に見えたり、しみの形が動物や虫に見えたりと、不定形の対象物が違ったものに見える現象に代表される。対象物が雲やしみであることは理解しており、顔や動物ではないという批判力も保っているが、一度そう感じるとなかなかその知覚から逃れられない。熱性疾患の時にも現れやすい。
生理的錯覚
数多く知られている幾何学的錯視や、音階が無限に上昇・下降を続けるように聞こえるシェパード・トーンなどのように、対象がある一定の配置や状態にあると起こる錯覚。誰にでもほぼ等しく起こる。

## その他の錯覚
- フレゴリの錯覚
- カプグラ症候群（ソジーの錯覚）
- クラスター錯覚（en:clustering illusion）